# Compile
Compile Corporation (株式会社コンパイル, Kabushikigaisha Konpairu) était une entreprise japonaise de développement de jeux vidéo fondée en avril 1982 par Masamitsu Niitani. Elle dépose le bilan en 2003. En conséquence, le personnel clé est passé à Compile Heart, le successeur spirituel de la société, tandis que le personnel chargé des jeux Shoot 'em up est passé à MileStone Inc.. Le nom Compile est utilisée comme un label de marque par Compile Heart pour promouvoir des marchandises et des jeux basés sur les propriétés de la défunte compagnie.

## Historique
Après la faillite de la compagnie en 2003, la plupart des actifs de Compile sont transférés vers Aiky, une nouvelle société fondée par Masamitsu Niitani. Les droits exclusifs de la franchise Puyo Puyo sont transférés à Sonic Team, studio avec lequel Compile a collaboré pour le portage de Puyo Puyo sur Dreamcast, Nintendo 64 et PlayStation à la fin des années 1990.
Compile termine son dernier jeu, Pochi and Nyaa peu de temps avant la dissolution de l'entreprise, et Aiky l'édite plus tard dans l'année.
Pendant quelques mois avant sa retraite en décembre 2006, Niitani travaille à Compile Heart. La marque Compile est utilisée comme un label par Compile Heart pour promouvoir des produits et des jeux basés sur les propriétés de l'ancienne société. En 2010, Compile Heart conclut un accord de licence avec D4 Enterprise pour créer de nouveaux jeux vidéo basés sur les franchises de Compile,. Cet accord n'affecte pas les droits sur la série Puyo Puyo, car Sega demeure propriétaire de cette franchise.

## Jeux développés
- A.E. (conversion MSX)[8]
- Aleste (voir Power Strike)
- Aleste 2[9]
- Aleste Gaiden[9]
- Arle no Bouken: Mahou no Jewel[10]
- Blazing Lazers[11]
- Blitz Runner
- C-So[8],[12]
- Championship Lode Runner (conversions MSX et SG-1000)[8],[12]
- Choplifter (conversions MSX et SG-1000)[8],[12]
- Columns  (conversion MSX)[8]
- Cyber Knight[11]
- Devil's Crush[11]
- Dr. Robotnik's Mean Bean Machine[13],[14]
- E.I. - Exa Innova[8]
- Final Justice[8]
- Ghostbusters (conversion sur Sega Mark III)[15]
- Ghostbusters (version Genesis) [13]
- Golvellius: Valley of Doom[15]
- Gun Nac[16]
- Guardic[8]
- Gulkave[8],[12]
- Guru Logi Champ[17]
- The Guardian Legend[16]
- Lode Runner (conversion sur MSX)[8]
- Lunar Pool[16]
- Madō Monogatari A
- Madō Monogatari B
- Madō Monogatari C
- Madō Monogatari I
- Madō Monogatari II
- Madō Monogatari III
- Madō Monogatari: Hanamaru Daiyōchienji[18]
- Madō Monogatari
- Musha Aleste: Full Metal Fighter Ellinor (M.U.S.H.A. aux États-Unis)[13]
- Parlour Games[15]
- Pochi and Nyaa (dévelopement terminé par Aiky en raison de la failite de Compile)[19],[20]
- Power Strike[9],[15]
- Power Strike II[21]
- Puyo Puyo[16],[8],[22],[13],[14],[23],[24],[25]
- Puyo Puyo 2[13],[14],[26],[18],[11],[27],[28],[29]
- Puyo Puyo 2 Remix
- Puyo Puyo Sun[26],[28],[25],[29]
- Puyo Puyo~n[28],[29]
- Puyo Wars
- R-Type (conversion sur Sega Mark III, cette version fut publiée en 1988 par Sega)[15],[30],[31]
- Randar no Bōken
- Randar II: Revenge of Death
- Randar no Bōken III: Yami ni Miserareta Majuts...
- Robo Aleste[13]
- Romancia (conversion sur FDS) [16]
- Spriggan (série)
- Shadowrun (version Mega-CD)[13]
- Sonic Classics
- Super Aleste (Space Megaforce aux États-Unis)[18]
- Super Nazo Puyo 2: Rurū no Tetsuwan Hanjyōki
- Super Nazo Puyo: Rurū no Rū
- Thexder (conversion MSX)[8]
- Wander Wonder[32]
- Zanac[8],[9],[16]
- Zanac EX[9]
- Zanac X Zanac[33]